# Помпу
По̀мпу (на италиански и на сардински: Pompu) е село и община в Южна Италия, провинция Ористано, автономен регион и остров Сардиния. Разположено е на 147 m надморска височина. Населението на общината е 282 души (към 2010 г.).